# 達耳馬小鱥
達耳馬小鱥（学名：Phoxinellus dalmaticus）為輻鰭魚綱鯉形目雅羅魚科的其中一種，被IUCN列為極危保育類動物，分布於歐洲克羅埃西亞Čikola溪流域，為特有種，本魚體延長且側扁，口端位，身體裸露，除頭後側線上方有少數鱗片外，無鱗，中側列總鱗18-45枚，側線常向後中斷，有孔鱗16-29枚，終止於腹鰭基部和尾柄近端之間，尾鰭淺分叉，體長可達6公分，棲息在喀斯特地形的溪流，由於污染、棲息地破壞而受到威脅。